# Соли
Вижте пояснителната страница за други значения на Соли.
Соли е исторически регион, интегрална част от Босна (област).  Фигурира като самостоятелен обект в банската и кралска титулатура на босненските средновековни владетели.
Името си региона получава от богатите находища на сол край Тузла, който продукт е бил особено ценен през средновековието и за владението над солниците са се водили военни конфликти.
Соли е била първо сръбска жупа в княжеска Сърбия, след което е влизала последователно във владенията на Първата българска държава, Византия, Кралство Унгария, Босненското банство, средновековното кралство Сърбия, Кралство Босна и Османската империя.